# Koweitoniscus tamei
Koweitoniscus tamei är en kräftdjursart som först beskrevs av Omer-Cooper 1923.  Koweitoniscus tamei ingår i släktet Koweitoniscus och familjen Eubelidae. Inga underarter finns listade i Catalogue of Life.